# Вторая маркграфская война
Вторая маркграфская война (нем. Zweiter Markgrafenkrieg, также нем. Markgräflerkrieg, либо нем. Bundesständischer Krieg) — военный конфликт на территории Священной Римской империи, развивавшийся в период с 1552 по 1554 года. В ходе войны маркграф Альбрехт II Алкивиад Бранденбург-Кульмбахский стремился обеспечить себе господствующее положение во Франконии и подчинить светские владения католических епископов, что, в итоге, вызвало к жизни обширный союз имперских князей и сословий, нанесших Альбрехту II поражение.

## Предыстория конфликта
Несмотря на своё название, Вторая маркграфская война не была непосредственным образом связана с Первой маркграфской войной (1449—1450), развязанной бранденбург-ансбахским маркграфом Альбрехтом Ахиллом против своих соседей, но стала — в известной степени — развитием событий так называемого Восстания (протестантских) князей (нем. Fürstenaufstand) 1552 года против Карла V. Однако их объединяла цель расширения влияния бранденбургских Гогенцоллернов во Франконии.

## Ход военных действий
Вооружённые действия были направлены Альбрехтом Алкивиадом поначалу против ближайших соседей. И хотя осада Нюрнберга окончилась неудачей, окрестности города были разорены: при этом особенно пострадали Лауф и Альтдорф. Даже вступление в войну Саксонии и Гессена не остановили войну, и Нюрнберг был принуждён к выплате контрибуции. В дальнейшем маркграф Альбрехт взял приступом Форххайм, после чего он стал угрожать Бамбергу, сдавшемуся 19 мая 1552 года, и занял Швайнфурт, остававшийся вплоть до конца войны его важным опорным пунктом. Княжества-епископства Бамберг и Вюрцбург также обязывались к выплате существенных денежных сумм, и уступили часть своих владений Бранденбург-Кульмбаху. Император Карл V, с опасением следивший за развитием событий, однако, не признал передела границ, и подверг Альбрехта Алкивиада опале, уже вскорости снятой, поскольку при осаде Меца, занятого войсками Генриха II, императору срочно требовалась военная поддержка бранденбургского маркграфа.
В своей борьбе с католическими епископами протестант Альбрехт решительно выступил и против рейнских княжеств-епископств: уже летом 1552 года разгорелся конфликт с майнцским епископом Себастианом фон Хойзенштаммом (нем. Sebastian von Heusenstamm, 1508—1555) и с епископом Трира Иоганном V фон Изенбургом (нем. Johann V. von Isenburg, 1507—1556), в ходе которого были разграблены города Шпайер, Вормс, Майнц, Оппенхайм, Мец, Верден и Франкфурт. От шпайерского епископа Филиппа фон Флерсхайма (нем. Philipp von Flersheim, 1481—1552) Альбрехт Алкивиад потребовал выплаты 150 000 гульденов, и получив отказ, сжёг Маденбург и Хамбахский замок. С заключением Пассауского договора он, однако, потерял своих союзников в борьбе против католических князей, и продолжил войну в одиночку.
Между тем, против агрессии и неуступчивости маркграфа Альбрехта выступил целый ряд имперских князей, объединённых в так называемый Франконский союз (нем. Fränkischer Bund), к которым вскоре примкнул и Гейдельбегский союз князей (нем. Heidelberger Bund), что привело к коренному перелому в ходе войны. Вооружённым отрядам из Нюрнберга, Вюрцбурга и Бамберга удалось не только отвоевать часть потерянных земель, но и занять ряд маркграфских владений. Кроме того, вступившие в войну брауншвейгские и саксонские армии блокировали Швайнфурт; в то время как Альбрехт Алкивиад разорял окрестности Брауншвейга. В состоявшейся 9 июля 1553 года битве при Зиверсхаузене союзные войска под командованием Морица Саксонского и Генриха Брауншвейг-Вольфенбюттельского нанесли Альбрехту сокрушительное поражение; Мориц Саксонский получил в ходе этого сражения смертельное ранение, также погибли двое сыновей Генриха Брауншвейгского.
Прямым следствием этого поражения стало перенесение военных действий непосредственно в Бранденбург-Кульмбах: на его территории вторглись уже и богемские войска короля Фердинанда под руководством Генриха IV Плауэнского. Байройт, Хоф и Кульмбах были сожжены, причём Кульмбах — резиденция маркграфа был 26 ноября 1553 года разрушен фактически до основания. Другая резиденция франконских Гогенцоллернов, крепость Плассенбург была осаждаема вплоть до июня 1554 года, когда Альбрехт Алкивиад, против которого была объявлена имперская опала, потерпел очередное и окончательное поражение в битве под Шварцахом. Маркграф Альбрехт был вынужден спасаться бегством ко двору баденского маркграфа Карла II, женатого на его сестре, где он и скончался спустя короткое время.
После нескольких лет временного имперского управления маркграфством, оно было передано в 1557 году Георгу Фридриху Бранденбург-Ансбахскому.